# Marek Novotný (hudebník)
Marek Novotný je český jazzový klavírista. V roce 2010 dokončil studium kompozice a aranžování na University of Massachusetts ve Spojených státech amerických. Ještě předtím studoval hru na klavír na universitě v norském městě Stavanger. V roce 2013 vydal se svým kvintetem album Leland Dream, na němž se podílel například kytarista David Dorůžka či americká zpěvačka Aubrey Johnson. Několik let rovněž spolupracuje s čínskou zpěvačkou Feng-yün Song.